# サンガモン級航空母艦
サンガモン級航空母艦（サンガモンきゅう こうくうぼかん、Sangamon-class escort carrier）は、アメリカ海軍の護衛空母の艦級。T2型油槽船を母体として作られた。

## 概要
前級であるボーグ級の母体はC3型貨物船であり、1942年度計画でもC3型貨物船24隻を転用して護衛空母に改装する予定だったが、そのうちの4隻分については手配がつかなかった。そこで、T2型油槽船のうち民間船および1939年から就役を開始した同型のシマロン級給油艦から計4隻を抽出して改造することとし、1941年12月11日に改造計画が決定された。商船改造護衛空母の第二弾である。後継のカサブランカ級が戦時標準貨物船の設計を流用しながらも最初から空母として建造されるようになったので、既成の商船を改造する形で作られた護衛空母としては本級が最終型になった。
サンガモン級の艤装は概ねボーグ級に準じていたが、前級と比べて一軸推進から二軸になっており、船体が大きいことから飛行甲板を大きく取る事ができ、搭載機数にも恵まれた。サンガモン級は護衛空母で唯一、F6F艦上戦闘機をカタパルトなしで運用することが出来た。また、サンガモン級はT2型の給油設備を残したので、他艦へ補給能力がある空母となった。居住性もよく総じて艦隊側から高く評価されたが、ボーグ級と比べて飛行甲板の高さが低い事と、格納庫の下部にタンカー時代の名残であるウェルデッキ部分を残した事は、荒天時にマイナスであると評価された。特に後者に関しては、ウェルデッキに吹き込んだ波による事故が多発したので、後の改修でウェルデッキ部分は閉鎖された。
1942年8月、建造された「サンガモン」「スワニー」「シェナンゴ」「サンティー」は4隻揃って北アフリカの反攻作戦に参加するため大西洋、地中海に送られた。1943年初頭には「サンティー」を除く3隻が、その当時空母戦力が慢性的に不足していた太平洋戦線に転戦。当初は空母「サラトガ (USS Saratoga, CV-3) 」および「エンタープライズ (USS Enterprise, CV-6) 」と隊伍を組む艦隊空母として活用されたが、速力不足がたたって一時は護衛空母全体の評価が下がり、しばらくの間は固有の艦載機を取り上げられることもあった。ガルヴァニック作戦以降中部太平洋を中心として反攻作戦が推し進められるに従い、カサブランカ級とともに対潜哨戒や上陸部隊への航空支援などに活用される事となった。
「スワニー」と、1944年に入ってから太平洋に回航された「サンティー」はレイテ沖海戦で、「サンガモン」は沖縄戦で日本海軍機の特攻をうけ損傷したが、「スワニー」と「サンティー」は修理の後に戦列に復帰している。護衛空母という本来の目的とは違った運用が多かったが、アメリカ海軍にとって支援任務をまっとうした本級は、日本海軍が建造した補助空母の建造計画、運用能力と比較して、合理的な攻撃型空母と言える。
戦後は特攻による損傷が深刻で1945年中に除籍された「サンガモン」を除いて保管船となって退役し、3隻とも1959年に除籍された。早々に除籍された「サンガモン」はタンカーに復旧して民間船に戻った後、1960年に解体された。
なお、詳細な戦歴は各艦の項を参照。

## 同型艦
- サンガモン (USS Sangamon, AO-28/AVG-26/ACV-26/CVE-26)
- スワニー (USS Suwanee, AO-33/AVG-27/ACV-27/CVE-27/CVHE-27)
- シェナンゴ (USS Chenango, AO-21/ACV-28/CVE-28/CVHE-28)
- サンティー (USS Santee, AO-29/ACV-29/CVE-29/CVHE-29)